# Schottische Badmintonmeisterschaft 1957
Die Schottische Badmintonmeisterschaft der Saison 1956/1957 fand Mitte Dezember 1956 in Glasgow statt.

## Austragungsort
- Coplaw Street Drill Hall, Glasgow

## Medaillengewinner
| Disziplin    | Gold                               | Silber                             | Bronze                             |
| ------------ | ---------------------------------- | ---------------------------------- | ---------------------------------- |
| Herreneinzel | Alastair Russell                   | Robert McCoig                      | Robert Fowlis                      |
| Herreneinzel | Alastair Russell                   | Robert McCoig                      | A. M. Hebenton                     |
| Dameneinzel  | Catherine Dunglison                | Wilma Tyre                         | Gladys Massie                      |
| Dameneinzel  | Catherine Dunglison                | Wilma Tyre                         | Marjory B. Russell                 |
| Herrendoppel | Alastair Russell Alistair McIntyre | A. D. Manzie J. L. Young           | J. N. Kennedy Donald Ross          |
| Herrendoppel | Alastair Russell Alistair McIntyre | A. D. Manzie J. L. Young           | A. J. Malone Robert Fowlis         |
| Damendoppel  | Wilma Tyre E. Tyre                 | Eileen McKenzie Isobel Montgomerie | Marjory B. Russell Maggie McIntosh |
| Damendoppel  | Wilma Tyre E. Tyre                 | Eileen McKenzie Isobel Montgomerie | Catherine Dunglison J. Gordon      |
| Mixed        | Robert McCoig Wilma Tyre           | A. D. Manzie E. Wilson             | R. E. Love Mrs. R. E. Love         |
| Mixed        | Robert McCoig Wilma Tyre           | A. D. Manzie E. Wilson             | Alistair McIntyre Eileen McKenzie  |